# Éric Pinel
Éric Pinel (ur. 10 grudnia 1959 w Paryżu) – francuski polityk, nauczyciel i samorządowiec, poseł do Parlamentu Europejskiego IV kadencji.

## Życiorys
Ukończył technologię informacyjną (1982), w 1985 przystąpił do egzaminu wstępnego do École normale supérieure. Pracował zawodowo jako nauczyciel. Początkowo działał w ugrupowaniu Zielonych, następnie związał się z Ruchem dla Francji, który zorganizował Philippe de Villiers. W 1992 został wybrany do rady regionu Dolna Normandia, zasiadał w niej do końca kadencji 2004–2010.
W 1997 objął wakujący mandat eurodeputowanego IV kadencji, który wykonywał do 1999. Dołączył w międzyczasie do Frontu Narodowego. Był dyrektorem gabinetu politycznego jednego z liderów FN Bruno Gollnischa i sekretarzem partii w departamencie Calvados. Założył też stowarzyszenie ekologiczne FEC.
W 2009 dołączył do rozłamowców z FN, przystępując do Parti de la France. Został członkiem biura politycznego tego ugrupowania i jej kandydatem w różnych wyborach.